# 난징시
난징시(중국어: 南京, 병음: Nánjīng 듣기 (도움말·정보))는 중화인민공화국 장쑤성의 지급시, 부성급시이다.

## 명칭
난징(南京)은 말 그대로 '남쪽의 수도'를 의미하며, 난징은 한나라, 송나라, 명나라 등 한족들이 중요하게 여기던 국가의 중심 도시 수도 즉, 육조고도(六朝古都) 혹은 십조도회(十朝都會)로도 불린다. 원나라가 세워지면서 중국의 베이징이 수도로 확립되었지만 난징은 이전 한족 왕조의 수도로서 역사 깊은 곳이다. 난징은 '북경'(베이징)과 '남경'(난징), '장안-서경'(시안)은 중국 내륙에 있는 낙양(뤄양)을 중심으로 지은 이름이다.
난킹(Nanking)은 우정식 병음에 따른 이름이고, 영어로는 전통적으로 난징(Nanjing)이라고 불린다. '난킹'이라는 이름은 200년 전 영국 선교사에서 유래되었고, [kʲ]에서 [tɕ]의 변화는 표준 중국어에서 나타나는 과거의 발음과 일치한다([tɕ]는 병음으로 j다). 그리고 '난킹'이라는 명칭은 여전히 영어를 제외한 유럽 대부분의 언어에서 사용된다(예: 포르투갈어: Nanquim).
난징의 명칭은 여러 번에 걸쳐 바뀌었다. 청나라 말기였던 1868~1905년 사이, 태평 천국 운동의 주도자인 홍수전은 난징의 명칭을 천경(天京)으로 바꾸었는데, 이는 하늘의 수도라는 뜻으로 태평 천국이 하느님의 복음으로 발전한 도시이자 수도임을 강조하기 위함이었다. 그리고 중국국민당의 최고 지도자인 쑨원이 중화민국을 세우고 난징은 세계적으로 가장 유명하고 잘 사는 도시로 발전했다. 그러나 국공내전에서 중국국민당이 중국공산당에 패하였고, 실권을 잡고 중화인민공화국을 세운 중국공산당은 이 도시의 지위를 크게 떨어뜨렸다. 왜냐하면 난징은 과거 중국국민당의 중심인 국민정부의 수도였던 도시였기 때문이었다.
타이완섬에 있는 중화민국 정부는 이것을 공식적으로 인정하지 않았다. 1950~1960년대에 난징의 지위를 떨어뜨렸다는 것은 중화민국의 국민들을 크게 화나게 할 일이라고 경고성 성명을 하기도 했다.

## 역사
옛 이름은 건업(建業)이었다. 오나라와 명나라의 수도였으며 옛부터 한족들이 거주했기 때문에 삼국시대 위나라의 수도인 허창 다음으로 번창한 도시였다. 한족 국가인 서진(西晉)이 흉노 출신의 유연이 세운 한나라(전한·후한과는 관련이 없는 별개의 나라)에 의해 멸망했다는 소식이 건업에 있던 진나라의 황족인 낭야왕 사마예(동진의 초대 황제)에게 전해진 직후, 휘하의 심복들과 호족들의 뜻을 모아 즉위하고 남쪽으로 이동하여 건업을 수도로 하고 동진을 세웠다(원제). 원제는 서진의 마지막 황제 민제 사마업(司馬鄴)의 업(鄴)이 건업(建業)의 업과 음이 같다 해서 이를 피하기 위해 건강(建康)이란 지명으로 고쳤고 송나라 ~ 원나라 때까지 계속 쓰였다. 이후 동진·송·제·양·진(陳)등 한족의 국가에서 이곳을 수도로 삼았으며 당나라 때에는 금릉(金陵), 원나라 때에는 집경로(集慶路)라고 불렸다.
그러나 원나라 때에 몽고인들이 중국 남쪽 지방을 천대하였고, 특히 금릉이 가장 많은 피해를 보았다. 몽고인들에게 많이 재산을 약탈당하고, 공정한 재판을 받지 못하고 죽어나간 사람들이 많았다. 옛날이나 지금이나 난징 시민들은 몽고인들에 대하여 강한 적대심을 가지고 있으며, 몽고인들과도 일절 교류를 하지 않는 편이다.
다행히도 1356년 주원장이 명나라를 건국하고 몽골인들은 북쪽으로 달아났다. 명나라 때 이름을 응천부(應天府)로 고쳤고 후에 명나라의 수도가 된다. 명나라(明)가 건국된 이후 주원장은 이곳을 응천부에서 남경(南京)으로 고쳤고, 1378년 정월 정식으로 수도가 되면서 경사(京師)로 이름을 바꾸었다. 그 이후, 주원장이 사망하고 주체는 수도를 남경에서 북경(北京)으로 천도하면서 영락 원년에 다시 남경(南京,중국어: 南京, 병음: Nánjīng)으로 이름이 바뀌었다.
1853년 기독교 성격을 가진 태평천국의 지도자 홍수전이 이곳에 들어와 수도로 삼고 이름을 천경(天京)이라 하였다. 이곳은 동양에서 최초로 기독교가 가장 크게 발전한 도시였다. 그 때문에 기존 청나라의 정부로부터 크게 미움을 받았던 도시이기도 하다. 기독교는 기존 동양의 황조에 대해서 크게 반발하는 종교였고, 인류 평등과 사회 개혁의 성격의 의미가 큰 종교였기 때문이다. 쑨원이 1911년에 신해혁명을 일으켜 중화민국을 세움으로써 수도를 이곳으로 정했다. 중화민국은 동양에서 최초로 민주공화국이 되었고, 따라서 이곳은 자유와 혁명의 도시로 거듭난다. 1919년 5월 4일에 일어난 대규모 반일 시위인 5·4 운동이 베이징에서 일어났고 난징 시민들도 일제히 가게와 학교 등을 휴업하고 반일 시위에 동참하였다. 그리고 난징은 1928년 장제스의 중국국민당 정부의 지원을 받아서 거대한 도시가 되었다.
그러나 1937년 일본군의 침공으로 30만 명이 살해되는 난징 대학살이 벌어졌다. 또한 일본 제국 군대에 의한 중국 여성에 대한 강간이 수도 없이 이루어졌고 일본 제국의 전쟁 범죄에 의한 괴뢰국이 탄생하기도 하였다. 난징 대학살 이후 난징 시민들은 일본에 대해서 절대적인 반감을 가지고 있으며 아직도 많은 중국인 위안부들이 국제 인권 단체에 피해를 호소하고 있다.
1940년 3월에 중화민국 국민정부가 충칭으로 후퇴하면서 왕징웨이 정권의 본거지가 되었다. 이후 중일 전쟁에서 승리한 장제스는 왕징웨이 정권으로부터 수도 난징을 수복하였다. 1949년 건국된 중화인민공화국이 이 곳을 차지하게 되면서 직할시가 되었으나, 1953년에 장쑤성의 성립과 함께 성도로 강등되었다.
난징은 마오쩌둥이 사망하고 덩샤오핑이 집권하게 되자, 개혁 개방의 영향을 크게 받았다. 그래서 예전 못지않게 매우 크게 발전할 수 있었다. 덩샤오핑 정부는 난징을 세계 최대 대도시로 성장시키기 위해서, 농업과 공업과 산업을 크게 발전시키는 정책을 폈다. 개혁 개방의 영향을 받아서 난징은 1994년에는 부성급시로 승격되었다.

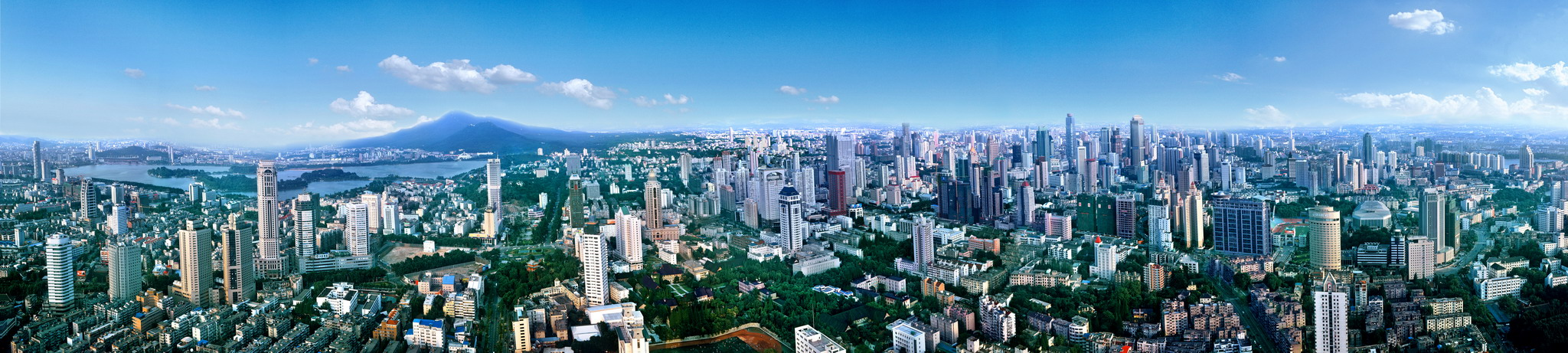

## 지리
전체 면적 19503km2에 중국에서도 가장 큰 경제권인 양쯔강 삼각주 지역에 자리를 잡고 있다. 양쯔강은 도시의 서쪽을 흐르고 북쪽, 남쪽, 동쪽은 닝정 산지가 둘러싸고 있다. 난징은 베이징에서 남쪽으로 1200km, 청두에서 동쪽으로 1600km, 상하이에서 서쪽으로 300km 떨어져있다.

### 자원
난징은 천연 자원이 풍부하고 140종류가 넘는 자원이 매장되어 있다. 철과 황의 매장량은 장쑤 성 전체 매장량의 70%를 차지한다. 스트론튬의 매장량은 동아시아와 동남아시아를 통틀어 압도적 1위이다. 난징은 또한 양쯔 강과 지하수를 통해 풍부한 수자원을 보유하고 있다. 게다가 장닝구의 탕산 온천, 푸커우구의 탕취안 온천을 비롯한 수십 개의 천연 온천이 있다.

### 기후
난징은 다습한 아열대성 기후로 동아시아 계절풍의 영향을 받는다. 난징은 사계절이 뚜렷하고 여름은 덥고 비가 많이 온다. 더운 날씨가 계속되는 여름 때문에 난징은 충칭과 우한과 함께, "장강 유역 3대 화로(長江流域三大火爐)도시"로 불린다. 연평균 기온은 16 °C이고 1월의 평균 최고기온은 7 °C, 평균 최저 기온은 −1 °C이며 7월의 평균 최고 기온은 32 °C, 평균 최저 기온은 25 °C이다. 기후 관측이 시작된 이래 최고 기온은 1934년 7월 13일에 기록한 43 °C이고 최저 기온은 1955년 1월 6일에 기록한 −16.9 °C이다. 연평균 강수일은 113일이고 연평균 강수량은 1144mm이다. 7월 중순과 하순은 자두가 만발하는 장마철로 보슬비와 습한 날씨가 계속된다.
| 난징시의 기후                                               | 난징시의 기후 | 난징시의 기후 | 난징시의 기후 | 난징시의 기후 | 난징시의 기후 | 난징시의 기후 | 난징시의 기후 | 난징시의 기후 | 난징시의 기후 | 난징시의 기후 | 난징시의 기후 | 난징시의 기후 | 난징시의 기후 |
| 월                                                          | 1월           | 2월           | 3월           | 4월           | 5월           | 6월           | 7월           | 8월           | 9월           | 10월          | 11월          | 12월          | 연간          |
| ----------------------------------------------------------- | ------------- | ------------- | ------------- | ------------- | ------------- | ------------- | ------------- | ------------- | ------------- | ------------- | ------------- | ------------- | ------------- |
| 역대 최고 기온 °C (°F)                                      | 21.0 (69.8)   | 27.7 (81.9)   | 30.3 (86.5)   | 34.2 (93.6)   | 37.5 (99.5)   | 38.1 (100.6)  | 40.0 (104.0)  | 40.7 (105.3)  | 39.0 (102.2)  | 38.1 (100.6)  | 29.2 (84.6)   | 23.1 (73.6)   | 40.7 (105.3)  |
| 일평균 최고 기온 °C (°F)                                    | 7.4 (45.3)    | 10.1 (50.2)   | 15.1 (59.2)   | 21.4 (70.5)   | 26.6 (79.9)   | 29.2 (84.6)   | 32.4 (90.3)   | 31.9 (89.4)   | 27.9 (82.2)   | 22.8 (73.0)   | 16.6 (61.9)   | 10.0 (50.0)   | 21.0 (69.7)   |
| 일일 평균 기온 °C (°F)                                      | 3.1 (37.6)    | 5.6 (42.1)    | 10.1 (50.2)   | 16.2 (61.2)   | 21.5 (70.7)   | 25.0 (77.0)   | 28.4 (83.1)   | 27.9 (82.2)   | 23.7 (74.7)   | 18.0 (64.4)   | 11.5 (52.7)   | 5.4 (41.7)    | 16.4 (61.5)   |
| 일평균 최저 기온 °C (°F)                                    | 0.0 (32.0)    | 2.0 (35.6)    | 6.0 (42.8)    | 11.6 (52.9)   | 17.1 (62.8)   | 21.4 (70.5)   | 25.1 (77.2)   | 24.8 (76.6)   | 20.3 (68.5)   | 14.2 (57.6)   | 7.7 (45.9)    | 1.9 (35.4)    | 12.7 (54.8)   |
| 역대 최저 기온 °C (°F)                                      | −14.0 (6.8)   | −13.0 (8.6)   | −7.1 (19.2)   | −0.2 (31.6)   | 5.0 (41.0)    | 11.8 (53.2)   | 16.8 (62.2)   | 16.9 (62.4)   | 7.7 (45.9)    | 0.2 (32.4)    | −6.3 (20.7)   | −13.1 (8.4)   | −14.0 (6.8)   |
| 평균 강수량 mm (인치)                                       | 50.2 (1.98)   | 53.5 (2.11)   | 79.7 (3.14)   | 82.4 (3.24)   | 83.8 (3.30)   | 193.4 (7.61)  | 226.8 (8.93)  | 158.5 (6.24)  | 72.9 (2.87)   | 55.5 (2.19)   | 52.3 (2.06)   | 35.0 (1.38)   | 1,144 (45.05) |
| 평균 강수일수 (≥ 0.1 mm)                                    | 9.2           | 8.9           | 10.9          | 9.6           | 9.9           | 10.6          | 11.7          | 12.1          | 7.8           | 7.3           | 7.7           | 7.2           | 112.9         |
| 평균 상대 습도 (%)                                          | 73            | 71            | 69            | 68            | 69            | 76            | 78            | 79            | 76            | 73            | 71            | 73            | 73            |
| 평균 월간 일조시간                                          | 121.2         | 124.5         | 153.2         | 180.6         | 190.4         | 155.4         | 195.4         | 197.6         | 165.0         | 168.6         | 145.4         | 135.1         | 1,932.4       |
| 가능 일조율                                                 | 38            | 40            | 41            | 46            | 45            | 37            | 45            | 48            | 45            | 48            | 47            | 43            | 44            |
| 출처: 중국기상국 (평년값: 1991년~2020년, 극값: 1951년~현재) |               |               |               |               |               |               |               |               |               |               |               |               |               |

## 인구 및 주민
2007년 난징시의 주민 등록 인구는 618만 명이다. 출생률은 8.75%이고 사망률은 6.27%이다. 난징은 51개 민족이 거주하며 한족이 98.56%를 차지한다. 1999년 소수 민족은 77,394명으로, 그중 후이족이 64,823명으로 소수 민족 인구 중 83.76%를 차지한다. 그리고 만주족이 2311명, 좡족이 533명이다. 소수 민족의 대부분은 젠예구에 거주하며 구 인구의 9.13%를 차지한다. 2003년 도시의 성비는 여자 100명 당 남자 106.49명이었다.
| 민족     | 주민       | %      |
| -------- | ---------- | ------ |
| 한족     | 12,983,696 | 95.69% |
| 만주족   | 250,286    | 1.84%  |
| 후이족   | 235,837    | 1.74%  |
| 몽골족   | 37,464     | 0.28%  |
| 조선족   | 20,369     | 0.15%  |
| 투자족   | 8372       | 0.062% |
| 좡족     | 7322       | 0.054% |
| 먀오족   | 5291       | 0.039% |
| 위구르족 | 3129       | 0.023% |
| 티베트족 | 2920       | 0.022% |

### 성씨
2006년 인구 통계수치에 의한 난징 인구 중 가장 많은 10개의 성씨를 순서에 따라 나열하면 다음과 같다.
- 장(중국어 정체자: 蔣) (10,35%)
- 왕(중국어 정체자: 王) (9.4%)
- 리(중국어 정체자: 李) (8.54%)
- 류(중국어 정체자: 劉) (6.91%)
- 조(중국어 정체자: 趙, 병음: Zhào 자오[*]) (3.45%)
- 양(중국어 정체자: 楊)
- 진(중국어 정체자: 陳, 병음: Chén 천[*])
- 서(중국어 정체자: 徐, 병음: Xú 쉬[*])
- 손(중국어 정체자: 孫, 병음: Sūn 쑨[*])
- 마(중국어 정체자: 馬)

## 도시의 구획

### 인근 지역
난징의 서쪽에는 안후이성이 있고, 남쪽에는 저장성이 있다.
또한 북쪽은 화이안시가 있고, 서쪽에는 양저우시와 전장시, 창저우시가 있다.

### 행정 구역
11개의 시할구가 있다.
| 난징시 현급 행정구역 | 이름     | 정자 |
| -------------------- | -------- | ---- |
|                      |          |      |
| 시할구               |          |      |
| 구러우구             | 鼓楼区   |      |
| 쉬안우구             | 玄武区   |      |
| 친화이구             | 秦淮区   |      |
| 젠예구               | 建邺区   |      |
| 위화타이구           | 雨花台区 |      |
| 치샤구               | 栖霞区   |      |
| 류허구               | 六合区   |      |
| 푸커우구             | 浦口区   |      |
| 장닝구               | 江宁区   |      |
| 리수이구             | 溧水区   |      |
| 가오춘구             | 高淳区   |      |

## 경제
삼국 시대 이래로 난징은 전략적인 지리적 위치와 편리한 교통 때문에 방직과 조폐 산업의 중심지가 되었다. 명나라 때 수도인 난징의 산업은 더욱 확장되었고 도시는 중국에서 뿐만 아니라 세계에서 가장 번영하는 도시가 되었다. 방직과 조폐와 인쇄와 조선과 많은 다른 산업들은 난징을 극동 아시아에서 가장 번화한 업무 중심지로 성장시켰다.
20세기의 첫 50년간 난징이 잠시 동안 중국의 정치 중심지의 지위를 회복하자 부유층의 인구가 급격히 증가하였다. 그리고 이것은 난징을 생산 중심에서 대량 소비도시로 점차 변모시켰다. 중양 상창과 같은 수많은 거대한 백화점이 생겨났고 중국 전역의 상인들이 자신의 물건을 팔기 위해 난징으로 모여들었다. 1933년에는 식품과 오락 산업에서 발생한 세입이 농업과 제조업에서의 산출량 합계를 초과하였다. 도시 인구의 3분의 1이 서비스 산업에 종사하였고 마약과 도박과 살인 등의 불법 행위도 또한 크게 성행하였다가 나중에 대부분 소탕되었다.
1950년대에 중국공산당은 빠른 산업화를 위한 국가 계획의 일환으로 국가 소유의 중공업을 세우기 위해 난징에 많은 투자를 하였다. 전기, 기계, 화학, 철강 공장 및 회사 본사들이 연이어 세워졌고 동아시아 중공업 생산 기지로 변화하였다. 그러나 세계적인 수준의 산업 도시를 건설하려는 난징 지도자들의 지나친 열정은 석탄이 없는 광산에 수 백만 위안을 투자하는 등의 재앙적인 실수를 불러일으켰다. 그 결과 1960년대에 난징의 경제 성장률은 마이너스를 기록했다가 단숨에 다시 회복하였다.
다행히도 오늘날에 이르러 개혁 개방의 영향을 크게 받아 난징은 세계적으로 거대한 도시로 다시 발전한다. 도시 지역의 현재 산업은 1960년대의 특성을 이어받은 것으로 전자, 자동차, 석유화학, 철강, 전력 산업이 5개의 기둥 산업을 이룬다. 대표적인 거대 공기업으로 판다 전자, 진청 자동차, 난징 철강이 있다. 3차 산업 또한 예전의 명성을 되찾고 있고 도시 GDP의 47%를 차지한다. 난징은 양쯔강 삼각주에 위치한 이웃 도시들과 외국인 투자를 놓고 경쟁하고 있고 마이크로소프트, IBM, 애플, 폭스바겐, 이베코, A.O 스미스, 샤프와 같은 수많은 유명 다국적 기업들의 지부들이 세워져 있다. 중국이 WTO에 가입한 이래로 이곳은 외국인 투자자들의 관심이 증가하였고 평균적으로 매일 2개의 새 외국 회사의 지부가 세워지고 있다.
시 정부는 도시를 투자하기에 더욱 적합하게 하기 위해 4개의 공업 단지(가오신, 신강, 화궁, 장닝)를 건설했다. 이러한 노력에도 불구하고 난징의 국내총생산은 외국인 투자 유치와 지방 혁신이 더 앞서있는 항저우, 쑤저우, 우시에 뒤쳐져 있었다가 앞질렀다. 게다가 전통적인 공기업은 효율적인 다국적 기업에 상대가 되지 않았고, 그 결과 거대한 부채의 수렁에 빠지거나 파산 혹은 민영화의 길을 걷게 되었었다가 전성기를 맞이하고 있다. 예전에는 기술적으로는 실업 상태가 아니지만 사실상 직업을 잃은 것이나 마찬가지인 휴업 노동자가 크게 증가하였다가 다시 사실상 직업을 갖게 되었다.
최근에 난징은 이러한 외국인 투자 유치와 지방 혁신을 크게 발전시키기 위해서 경제, 상업, 공업과 도시 건설을 다방면적으로 상당히 발전시키고 있다. 그 결과 2008년 난징의 총 GDP는 3775억 위안(553억 달러)로 장쑤 성에서 1위이고 1인당 GDP는 2007년에 비해 12.1%증가한 50327위안(7369달러)이다. 도시 거주자의 평균 가처분 소득은 23123위안이고 농촌 거주자의 평균 순이익은 8951위안이다. 도시 실업률은 3.16%로 국가 평균 실업률 4.2%에 비해 낮다. 난징의 2008년 GDP는 중국 전체에서 17위를 차지했고 종합 능력은 9위를 차지했다. 2020년 난징의 총 GDP는 37조 994억 260만 달러이고 1인당 GDP는 200,000달러이다.
버스 제조 기업인 스카이웰, CHTC(China Hi-Tech Group Corporation)킨윈의 본사가 난징에 있다.

## 교통
시내 교통으로서는 철도, 버스, 지하철이 있다.

### 버스

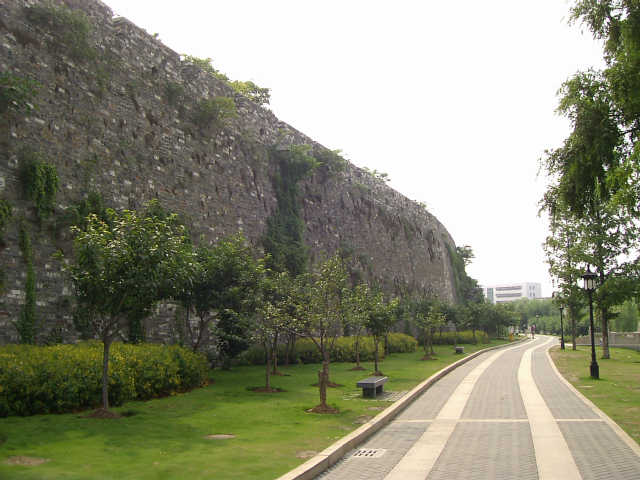
난징시 명대 성벽

난징 시민의 중요한 교통 수단으로 난징시를 둘러싼 명대 성벽을 운행하는 관광용 노선에서 교외 노선까지 100개 이상의 노선이 운행 중이다. 시내의 대부분의 노선에는 IC카드가 도입되어 있다. IC카드는 운임이 4-% 할인이 되어 있어 보급률이 높다. 이 카드로 지하철도 이용할 수 있다.

### 지하철
남경은 2000년에 지하철이 건설된 도시이다. 2000년 5월 15일에 건설되기 시작하였다. 9월 3일부터 정식 운행을 시작하였다. 난징 지하철은 현재 다음의 총 6개의 노선을 운행하고 있고, 노선의 총 길이는 225.4km이며, 중국 대륙에 개통된 노선 중 가장 긴 지하철 시스템이다.
- 1호선
- 2호선
- 3호선
- 6호선
- 10호선
- 11호선

### 공항
난징 루커우 국제공항이 있으며 85개 도시와 항공로가 개설되어 있다. 도심 중심부까지는 29킬로미터 정도 떨어져 있지만, 고속도로와 바로 연결되어 있다.

### 항구
하역 항으로서 난징 항이 있다. 2004년에는 681만 톤의 화물을 취급했다.

## 관광
- 중산릉(中山陵) = 쑨원의 묘이다. 쑨원은 신해혁명을 일으켜 성공했고, 이곳 난징에 동양에서 최초로 민주공화국을 세웠다. 그의 업적을 기리기 위해서 만든 거대한 묘이다.
- 영곡사(靈谷寺) = 난징의 불교 사원이며, 장제스가 근무했던 황푸군관학교에 대한 자료들이 많이 남아있다.
- 명효릉(明孝陵) = 명대 능묘 중 최대의 규모를 자랑한다. 참고로 주원장과 마황후의 묘가 같이 있다.
- 중화문(中華門) = 현존하는 성문 중에서 중국에서 가장 큰 성문이다. 폭 118m와 길이 128m를 자랑한다.
- 난징박물관(南京博物館) = 중국에서 가장 규모가 큰 박물관 중의 한 곳이며, 난징시 동쪽에 중산문(中山門) 부근에 있는 종합 박물관이다. 1933년에 개관하였으며, 세계적인 명성도 엄청나게 높았다. 석기와 토기와 도기와 흙 인형이 많이 있으며, 특히 흙 인형으로 고대인 복장과 머리 스타일을 잘 알 수 있다.

### 호텔과 숙박
가장 잘 알려진 호텔은 난징 호텔인데, 국가 소유이다. 다른 유명한 호텔은 장강 쉐라톤 호텔, 켐핀스키 호텔, 라플스 호텔, 오리엔탈 플라자의 하얏트 호텔이 있다. 유스호스텔은 지난 몇 년 동안 점점 널리 보급되어서 지금은 난징에 상당히 많이 있다. 대부분의 호텔은 난징 중심지에 있다.

## 스포츠
중국 슈퍼 리그에서 활약하고 있는 장쑤 슌톈 축구 클럽이 있다.

## 지역 교류
난징은 다른 많은 나라의 도시들과 우호적 관계를 맺고 있다.
| 도시         | 국가           | 자매결연시기 |
| ------------ | -------------- | ------------ |
| 대전         | 대한민국       |              |
| 알자스       | 프랑스         |              |
| 장흥         | 대한민국       |              |
| 말라카       | 말레이시아     |              |
| 버밍엄       | 영국           |              |
| 선덜랜드     | 영국           |              |
| 피렌체       | 이탈리아       |              |
| 휴스턴       | 미국           |              |
| 세인트루이스 | 미국           |              |
| 벨로리존테   | 브라질         |              |
| 라이프치히   | 독일           |              |
| 에인트호번   | 네덜란드       |              |
| 퍼스         | 오스트레일리아 |              |
| 런던         | 캐나다         |              |
| 바랑키야     | 콜롬비아       |              |
| 리마솔       | 키프로스       |              |

### 과거 지역 교류
- 일본 나고야시(2012년 2월 21일 가와무라 다카시 나고야 시장의 난징 대학살 부정 발언에 대한 항의의 표시로 지역 교류를 일체 철회했다.)

## 같이 보기
- 난징 대학살

## 참조
1. ↑  CMA台站气候标准值(1991-2020) (중국어). 중국기상국. 2023년 4월 4일에 원본 문서에서 보존된 문서. 2023년 4월 11일에 확인함.
2. ↑  中国气象局 国家气象信息中心 (중국어 간체). 중국기상국. 2013년 3월 18일에 원본 문서에서 보존된 문서. 2013년 2월 18일에 확인함.
3. ↑  “Index” 中国气象数据网 – WeatherBk Data. 중국기상국. 2018년 9월 5일에 원본 문서에서 보존된 문서. 2018년 11월 9일에 확인함.